# Gävlesandsten

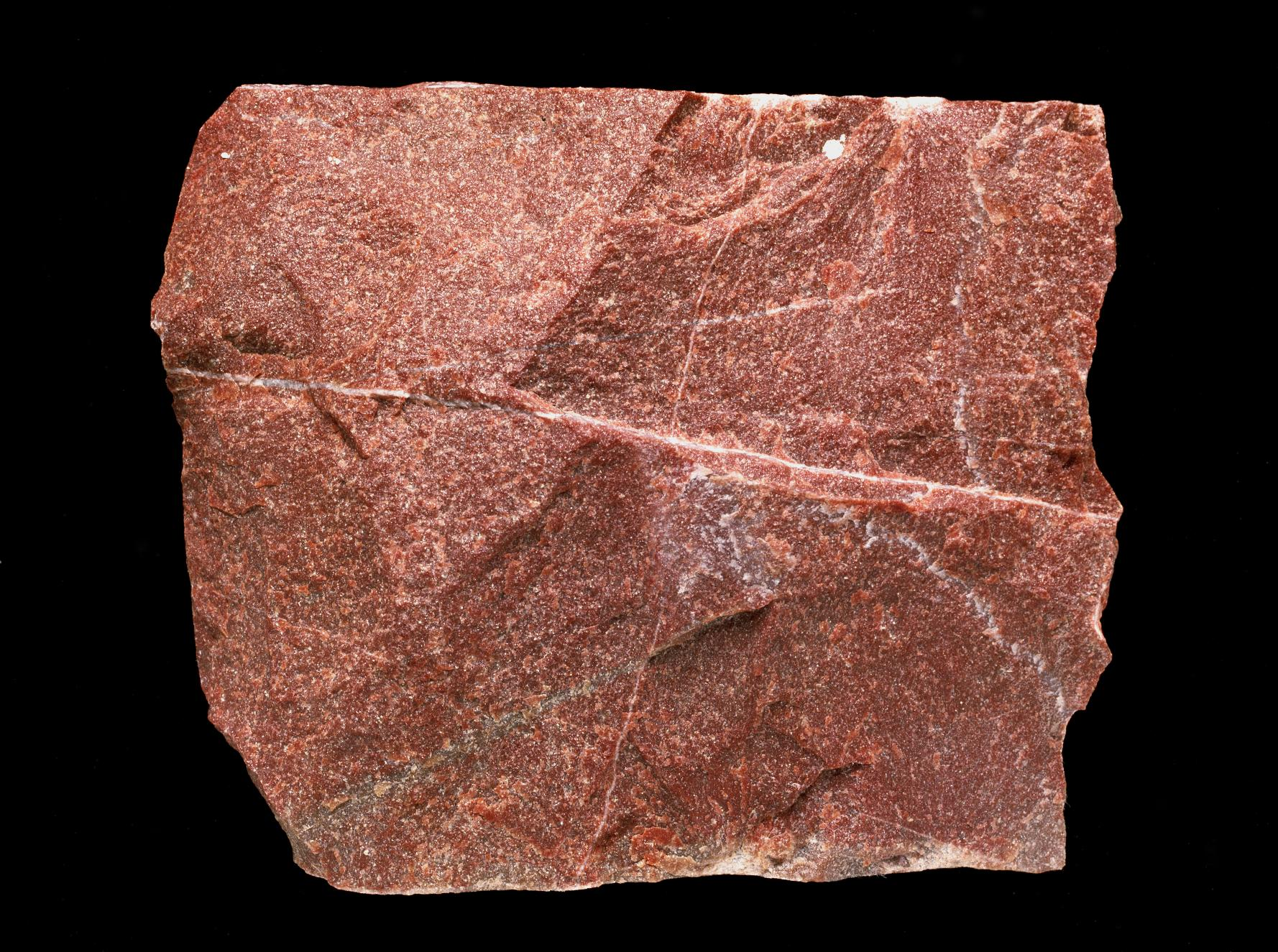
Gävlesandsten

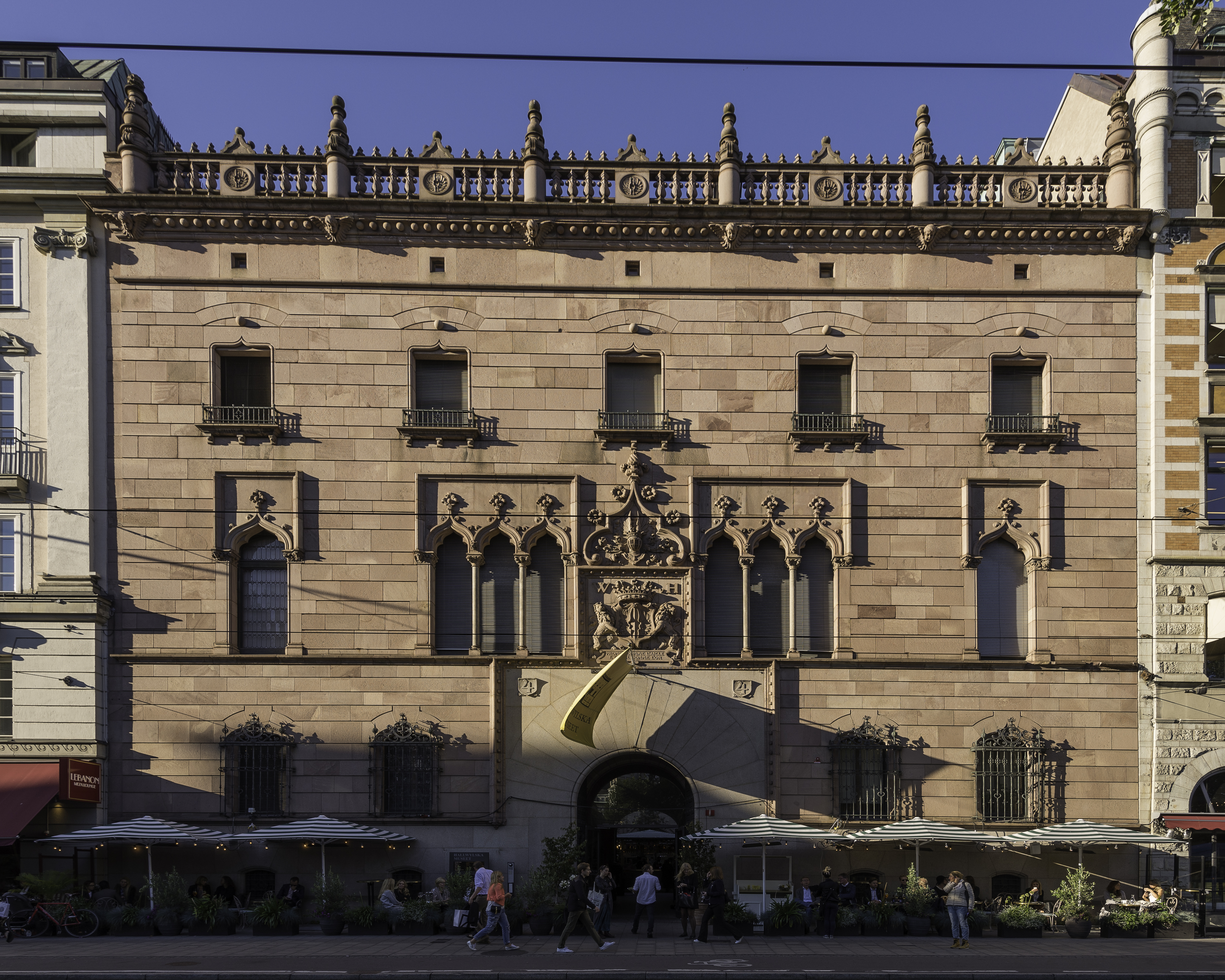
Hallwylska palatset i Stockholm

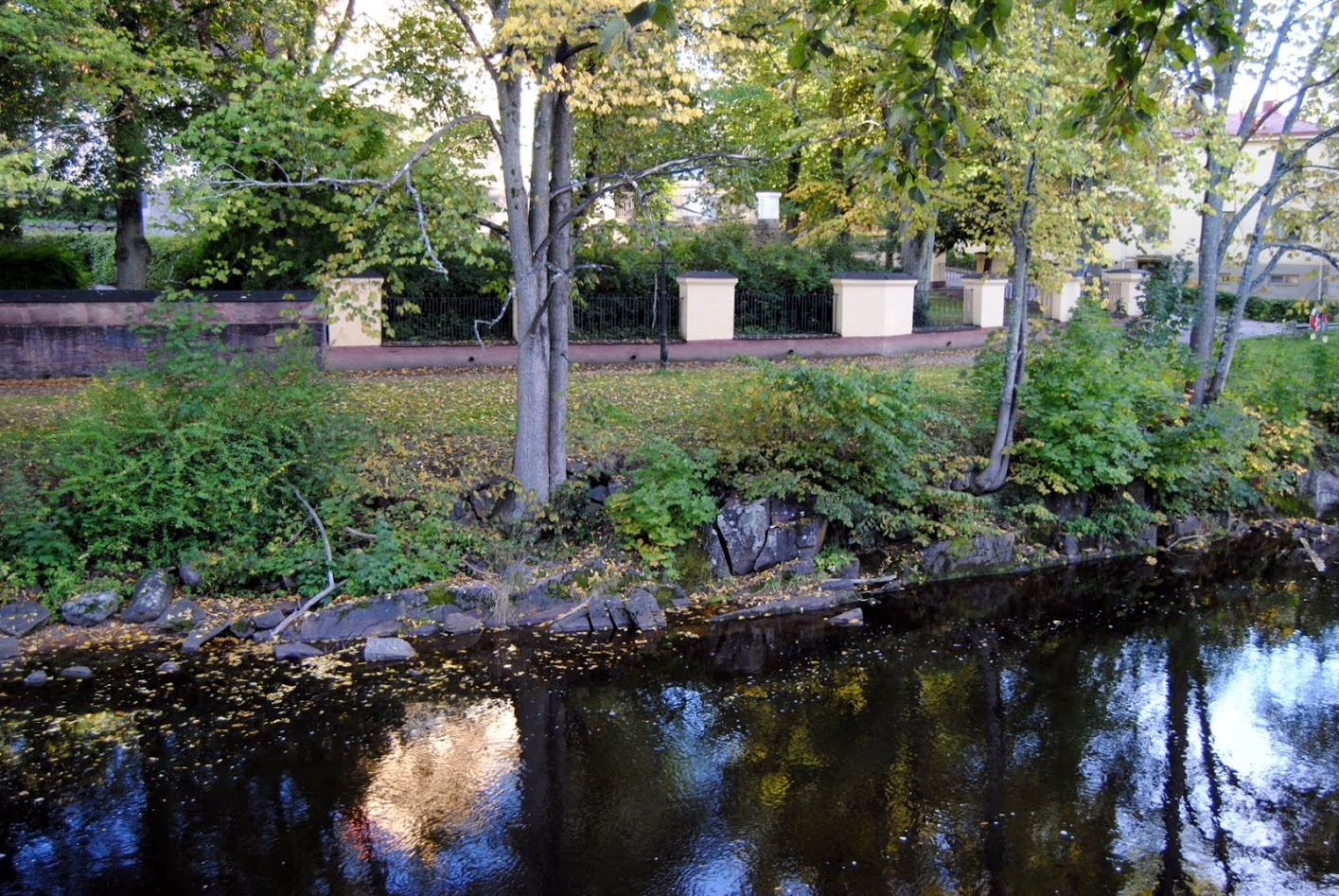
Sandstenskroppen går i dagen vid Gavleån strax nedanför slottet

Gävlesandsten kallas den prekambriska sandsten som finns i ett stråk från Gävle till Storsjön i Gästrikland. Den kan vara mellan 800 och 1 500 miljoner år gammal. Den har brutits sedan början av 1800-talet i bland annat Lems by söder i Ovansjö socken som material till bland annat byggnadssten, kvarnsten och som ställsten till masugnar. Produktion av kvarnstensämnen var under lång tid en viktig bisyssla för jordbrukare och bönder i trakterna kring Gävle. På många platser kan man hitta halvfärdiga kvarnstenar som övergivits när sprickor eller andra defekter i stenblocken gjort att de inte längre lämpade sig som kvarnstenar. Kvarnstenarnas form höggs till i grova drag på plats så att man slapp släpa hem tunga stenlaster för att sedan upptäcka att stenarna inte gick att använda. Vid grävarbeten vid de gamla magasinen på Alderholmen i Gävle så hittade man 2012 en kvarnsten djupt nere i marken. Vid något tillfälle så hade man tappat den från magasinets övre plan vilket gjort att den spruckit och inte längre gick att använda. I Gävletrakten förekommer gävlesandsten i – och går i dagen i – Storsjöns och Gavleåns dalbäcken och ut på Limön och Lövgrund.
Gävlesandsten är vanligen röd, och finns i varianter i gult och grått. Den har en tydlig sedimentstruktur. Dess motsvarighet på andra håll i landet kallas  jotnisk sandsten.
Gävlesandsten är Gästriklands landskapssten.

## Byggnader i gävlesandsten

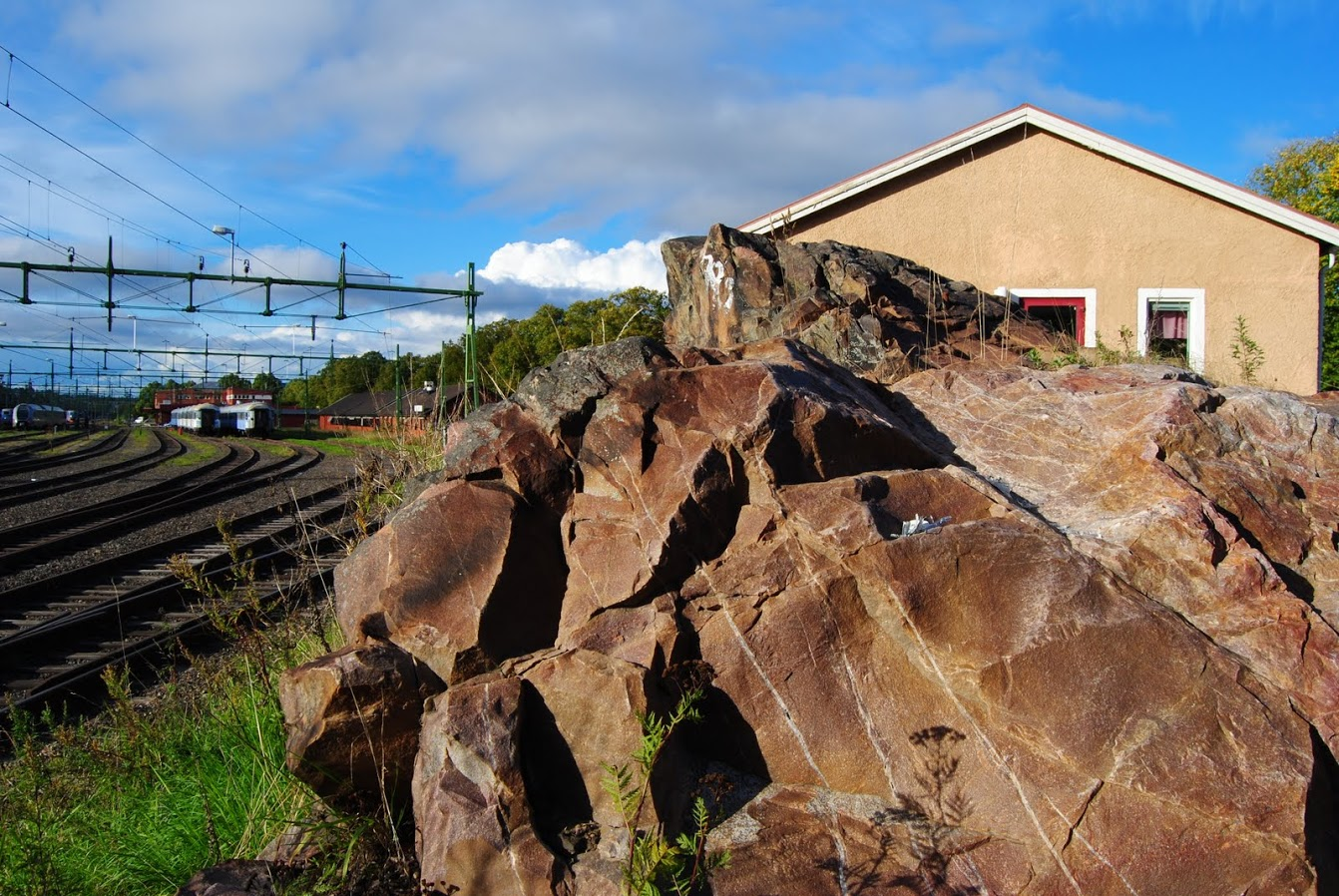
Vid järnvägen under Staffansbron går sandstenen återigen i dagen

- Hallwylska palatset i Stockholm
- Vid järnvägen under Staffansbron går sandstenen återigen i dagenNordiska museet i Stockholm
- Sockeln till Gävle brandstation
- Sockeln till Staffans kyrka